# Elezioni presidenziali in Romania del 2000
Le elezioni presidenziali in Romania del 2000 si tennero il 26 novembre (primo turno) e il 10 dicembre (ballottaggio).
Si presentarono dodici candidati e si registrò la vittoria di Ion Iliescu, appoggiato dal Partito della Democrazia Sociale di Romania, che al secondo turno sconfisse Corneliu Vadim Tudor, proposto dal Partito Grande Romania.
Iliescu, che aveva già rivestito il ruolo di presidente della repubblica tra il 1990 e il 1996, si candidava per la quarta volta consecutiva. Fu, invece, la seconda volta per Corneliu Vadim Tudor, György Frunda e Petre Roman. Il capo di stato uscente Emil Constantinescu rinunciò a concorrere per un nuovo mandato
Il primo turno si tenne in concomitanza con le elezioni parlamentari, vinte dal centro-sinistra di Iliescu, che sostenne la formazione di un nuovo governo con a capo Adrian Năstase.

## Sistema elettorale
Le elezioni si svolsero secondo le disposizioni delle leggi 68/1992 (per il parlamento) e 69/1992 (per il presidente della repubblica) promulgate nel giugno 1992, che avevano regolato anche la precedenti tornate elettorali del 1992 e del 1996. Avevano diritto al voto i cittadini di almeno 18 anni di età, mentre secondo l'art. 35 della costituzione per candidarsi alle camere erano necessari 23 anni (deputati) e 35 anni (senatori).
Rispetto al 1996 l'ordinanza d'urgenza 129/2000 del 30 giugno 2000 modificò la soglia di sbarramento, portandola nel caso dei singoli partiti al 5% e nel caso delle coalizioni ad una tra l'8% e il 10%, variabile in funzione del numero dei partiti che costituivano la coalizione. Ad ognuno dei partiti delle minoranze etniche era garantito un rappresentante alla camera dei deputati a prescindere dalla soglia di sbarramento, a condizione che ottenessero un numero di voti pari o superiore al 5% del numero medio di voti per l'elezione di un deputato. Il voto prevedeva un sistema su base proporzionale, con l'elezione di un deputato ogni 70.000 abitanti e di un senatore ogni 160.000 abitanti.
L'elezione del presidente della repubblica si svolgeva su due turni. Il ballottaggio tra i due candidati più votati era previsto solamente nel caso in cui nessuno dei due avesse ottenuto il 50% + 1 dei voti al primo turno. Per candidarsi alla funzione di presidente della repubblica era necessario possedere la cittadinanza romena, aver compiuto 35 anni d'età (art. 35 della costituzione) e presentare all'Ufficio elettorale centrale le firme di almeno 100.000 sostenitori entro il 26 ottobre 2000.
Il voto era previsto nell'intervallo orario tra le 7:00 e le 21:00.

## Quadro politico
Le precedenti elezioni presidenziali e parlamentari del 1996 furono vinte da Emil Constantinescu e da una coalizione di centro-destra chiamata Convenzione Democratica Romena (CDR), in cui le formazioni principali erano il Partito Nazionale Contadino Cristiano Democratico (PNȚCD) e il Partito Nazionale Liberale (PNL). Dal 1996 al 2000 si susseguirono tre esecutivi sostenuti dalla CDR e dai partner di governo del Partito Democratico (PD) e dell'Unione Democratica Magiara di Romania (UDMR) che, lungi dal risolvere gli annosi problemi del paese, furono bloccati da continui problemi di tenuta interna della coalizione e non riuscirono neanche a contenere il loro aggravamento. Pur avvicinatasi diplomaticamente agli stati occidentali, la Romania era avvolta nella spirale della crisi economica e occupazionale, causa di costanti scioperi e tentativi di rivolta sociale (come la mineriada del gennaio 1999), fattori appesantiti anche dalla dilagante corruzione della classe politica. 
La difficile situazione economico-sociale accelerò la rottura della CDR prima del 2000, anno di celebrazione di nuove elezioni locali, parlamentari e presidenziali. Il PNL lasciò la CDR e partecipò individualmente alle elezioni locali, mentre i partiti di opposizione beneficiarono del malcontento verso la coalizione di governo. La principale forza di centro-sinistra, il Partito della Democrazia Sociale di Romania (PDSR) di Ion Iliescu, infatti, fu chiaramente vincitrice delle elezioni amministrative dell'estate 2000, malgrado la sconfitta registrata a Bucarest contro l'esponente del PD Traian Băsescu, nuovo sindaco della capitale. 
Il calo del tenore di vita e l'aumento della povertà, inoltre, furono causa di un crollo di fiducia nei partiti. Una percezione prettamente negativa del sistema politico da parte dei cittadini condusse ad un'omogeneizzazione dell'orizzonte ideologico dei partiti, il cui posizionamento sull'asse destra-sinistra non costituiva motivo di mobilitazione per l'elettorato, che chiedeva azioni immediate di contrasto alla crisi economica e non un confronto sul piano del pensiero politico. In tale contesto, mentre riconosceva la sconfitta degli obiettivi della CDR, Constantinescu annunciò che non avrebbe concorso per un nuovo mandato. Nella seconda parte del 2000 il paese vide la sorprendente crescita della forza ultranazionalista radicale del Partito Grande Romania (PRM) di Corneliu Vadim Tudor, che prometteva una tempestiva ed estrema soluzione a tutti i problemi della Romania. 
Nel 2000, a ridosso delle elezioni parlamentari e presidenziali, il quadro politico era caratterizzato da un fronte di centro-destra frammentato e indebolito dalla scarsa azione di governo, da un centro-sinistra filosocialista trainato dalla figura paternalista di Ion Iliescu, ex presidente della repubblica (1990-1996) ed ex dirigente del Partito Comunista Rumeno, e dall'irruente crescita del linguaggio populista, estremista e xenofobo di Corneliu Vadim Tudor, figura di riferimento del PRM.

## Campagna elettorale

### Partito della Democrazia Sociale di Romania
Sconfitto alle elezioni del 1996, il PDSR ebbe a disposizione quattro anni per riorganizzarsi, riuscendo a sfruttare a proprio vantaggio l'insoddisfazione della popolazione contro il governo di centro-destra. Già nell'estate 1999 aveva iniziato ad ampliare la propria base, stringendo protocolli di collaborazione con diverse formazioni politiche minori, con rappresentanze delle minoranze etniche e con associazioni civiche e sindacali. Nel corso della conferenza nazionale del 9 ottobre 1999 fu presentato il Rapporto politico per l'uscita della Romania dalla crisi (in rumeno: Raport politic pentru scoaterea României din criză), che divenne il documento programmatico per le elezioni del 2000. Gli accordi pre-elettorali più importanti furono siglati nel 2000. Il 25 febbraio il PDSR gettò le basi per un'alleanza con il Partito Umanista Romeno (PUR) di Dan Voiculescu, che era finalizzata alla partecipazione su liste comuni alle elezioni parlamentari del 26 novembre e al sostegno congiunto a Ion Iliescu per l'incarico di presidente della repubblica. Nacque, quindi, il Polo della Democrazia Sociale di Romania. Dopo la vittoria alle elezioni amministrative di giugno, il 7 settembre il partito stipulò un fondamentale accordo anche con il Partito Social Democratico Romeno (PSDR) di Alexandru Athanasiu. Il PSDR aderì alla coalizione del Polo della Democrazia Sociale di Romania e si impegnò ad accettare la creazione di un gruppo parlamentare comune nel caso di vittoria alle elezioni, che avrebbe portato alla fusione tra i due partiti nella prima parte del 2001.
Il 21 ottobre Iliescu presentò all'Ufficio elettorale centrale ben 1.200.000 firme a supporto della propria candidatura. Lo slogan per la campagna fu «Vicino alle persone, insieme a loro!» («Aproape de oameni, împreună cu ei!»).
Il clima politico del 2000 favorì la risalita di Iliescu nei sondaggi (in estate era dato al 30%). Malgrado la sua palese vicinanza a politiche sociali ed economiche affini al comunismo, il leader del PDSR si riproponeva come "salvatore" della Romania dalla crisi, messaggio già veicolato nelle sue precedenti campagne presidenziali a partire dal 1990. Iliescu si presentava all'elettorato come l'unica figura capace di garantire stabilità e giustizia sociale al paese in un momento di profondi cambiamenti sociali ed economici. Nel corso della campagna sottolineò più volte il bisogno di superare il disastro economico causato dalla CDR e porre urgente rimedio alla corruzione. Nei discorsi di Iliescu del 2000 apparvero riferimenti sull'esigenza di premiare le competenze, di rafforzare il percorso europeo della Romania e di dialogare con le forze moderate e le minoranze, rivelando un equilibrio e un progressismo che erano stati alieni alla precedente propaganda politica del partito. Lo stesso primo vicepresidente Adrian Năstase si espose pubblicamente, affermando che la riforma del sistema economico verso un capitalismo funzionale era l'unica soluzione per lo sviluppo della Romania, dichiarazioni che mitigarono i timori dei paesi occidentali sul possibile ritorno al potere di un partito filocomunista. 

### Partito Grande Romania
Il PRM aveva ottenuto il 6% alle elezioni locali del giugno 2000, ma le sue quote erano in crescita. L'avanzamento del partito fu dovuto principalmente alla figura del suo presidente, Corneliu Vadim Tudor, personaggio dal temperamento vulcanico ed irruente che, secondo alcuni analisti, possedeva un talento naturale per l'invettiva contro gli avversari politici. Nel corso delle sue frequenti apparizioni televisive sottolineò il proprio ruolo messianico e si scagliò regolarmente e platealmente contro tutti gli esponenti dei partiti tradizionali, trattati come nemici e ritenuti colpevoli di aver razziato il paese e averlo ridotto alla povertà. Tra gli altri, accusò Constantinescu di intrattenere una relazione extraconiugale con l'attrice Rona Hartner, il primo ministro Isărescu di aver causato il fallimento dell'economia, Petre Roman di essere figlio di un agente segreto dell'Unione Sovietica. Tra le sue dichiarazioni più eclatanti vi furono «Il paese è stato governato da dei gangster» e «La Romania può essere governata solo con la mitragliatrice». Fra i suoi progetti, aveva predisposto una lista di personalità che, in qualità di traditori della patria, sarebbero state liquidate non appena assunto il potere.
Il leader del PRM presentò la propria candidatura all'Ufficio elettorale centrale il 24 ottobre, insieme alle firme di 437.000 sostenitori. Il motto scelto per la campagna fu «Il presidente della Grande Romania» («Președintele României Mari»).
Il PRM riprendeva vari dettami del nazionalismo dell'epoca di Ceaușescu, mentre il discorso di Vadim Tudor era un mix di temi populisti di sinistra sul piano sociale e di elementi tratti dall'estrema destra, con accenti xenofobi, razzisti e violenti. Il PRM si rivolgeva agli ultranazionalisti, ai nazionalisti moderati (raccogliendo il favore di una cospicua parte dei votanti del defunto Partito dell'Unità della Nazione Romena) e, soprattutto, a quella fetta di elettorato che chiedeva azioni radicali dal punto di vista sociale. In tal modo il PRM si faceva collettore del voto di protesta della popolazione delusa dalla povertà e dall'incapacità della classe politica di farvi fronte. A tal proposito il PRM prometteva punizioni esemplari per quanto riguardava la lotta alla corruzione e soluzioni immediate e non convenzionali per i problemi del paese.
A partire dal settembre 2000 il leader del partito rafforzò l'intensità dei suoi proclami. Di fronte agli elettori Vadim Tudor si impegnava a sradicare la criminalità, la prostituzione e i trafficanti di droga; ad istituire un fondo contro la povertà finanziato dal sequestro di ricchezze realizzate tramite frode; a mettere a processo le personalità accusate di tradimento della popolazione romena; a rimpatriare i depositi dei cittadini romeni presso le banche estere (circa 4 miliardi di dollari); a bloccare e rielaborare il processo di privatizzazione del fondo delle proprietà statali; a sottoporre a referendum l'introduzione della pena di morte per i reati di pedofilia e omicidio di minori; ad istituire un comitato per l'indagine di attività considerate antiromene e separatiste; ad espellere tutti i cittadini ritenuti essere coinvolti in operazioni di spionaggio; a ridurre il prezzo dei generi alimentari, delle medicine e delle forniture scolastiche; a combattere la microcriminalità attribuita ai rom con programmi di rieducazione specifici per tale etnia; a rafforzare l'autorità delle istituzioni romene nelle comunità ungheresi dei distretti di Covasna e Harghita; a riunire il paese alla Moldavia, al fine ricostituire il territorio della Grande Romania del periodo interbellico. Al centro del proprio modello nazionale il PRM avrebbe posto la chiesa, la scuola e l'esercito.
Seppur palesemente antidemocratico e prossimo ad una visione dittatoriale, il messaggio di Vadim Tudor fece breccia nella popolazione, scalando i sondaggi. A due settimane dalla tornata elettorale, infatti, il leader del PRM era secondo. Sorprendentemente la più grande fetta dei suoi elettori era costituita da giovani provenienti dal centro e dall'ovest del paese, categoria sociale tradizionalmente vicina al centro-destra liberale. Secondo gli osservatori i giovani erano stanchi di attendere il miglioramento delle proprie condizioni di vita ed erano pronti a votare PRM per punire le vecchie generazioni, che erano state incapaci di gestire efficacemente la transizione della Romania alla democrazia.

### Centro-destra moderato

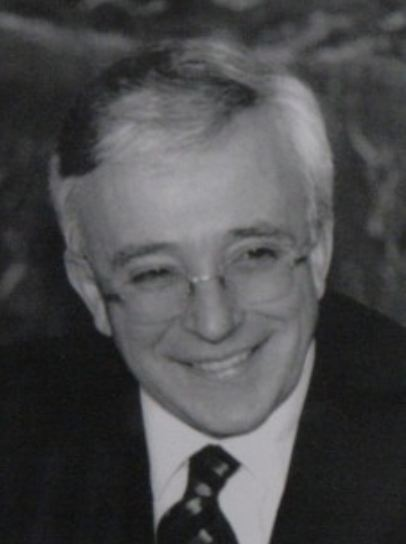
Mugur Isărescu, candidato indipendente sostenuto dalla Convenzione Democratica Romena

L'intero fronte di centro-destra era screditato dai fallimenti della CDR, i cui aderenti originali del 1996 avevano abbandonato la coalizione, lasciando il Partito Nazionale Contadino Cristiano Democratico (PNȚCD) in una posizione di isolamento. I principali partiti moderati afferenti all'area del centro e del centro-destra non riuscirono a coalizzarsi, né a presentare un singolo candidato per la presidenza della repubblica, elemento che indebolì ulteriormente la loro forza. Nei mesi precedenti le tornate elettorali del novembre 2000 politologi, intellettuali, stampa liberale e associazioni indipendenti, come Alleanza Civica, lanciarono numerosi appelli invitando al dialogo le maggiori forze moderate, ma tali tentativi risultarono fallimentari.

#### Convenzione Democratica Romena
Riconoscendo la tumultuosa e poco fruttuosa esperienza di governo della forza che lo sosteneva, il 17 luglio 2000 il capo di stato uscente Emil Constantinescu annunciò in un messaggio televisivo alla popolazione che non si sarebbe candidato per un secondo mandato. Il presidente in carica si dichiarò sconfitto dal sistema e dalle strutture di potere che regolavano la vita politica ed economica del paese, con un riferimento all'influente ruolo ancora giocato nella Romania democratica dagli ex dirigenti della Securitate e del regime comunista e dai loro protetti. Constantinescu affermò di volersi ritirare per evitare ogni contatto con la classe politica dell'epoca, che riteneva degradata e mossa esclusivamente da interessi personali, e per poter canalizzare i propri sforzi della parte finale di mandato nel sostegno al governo Isărescu, in carica dal dicembre 1999.   

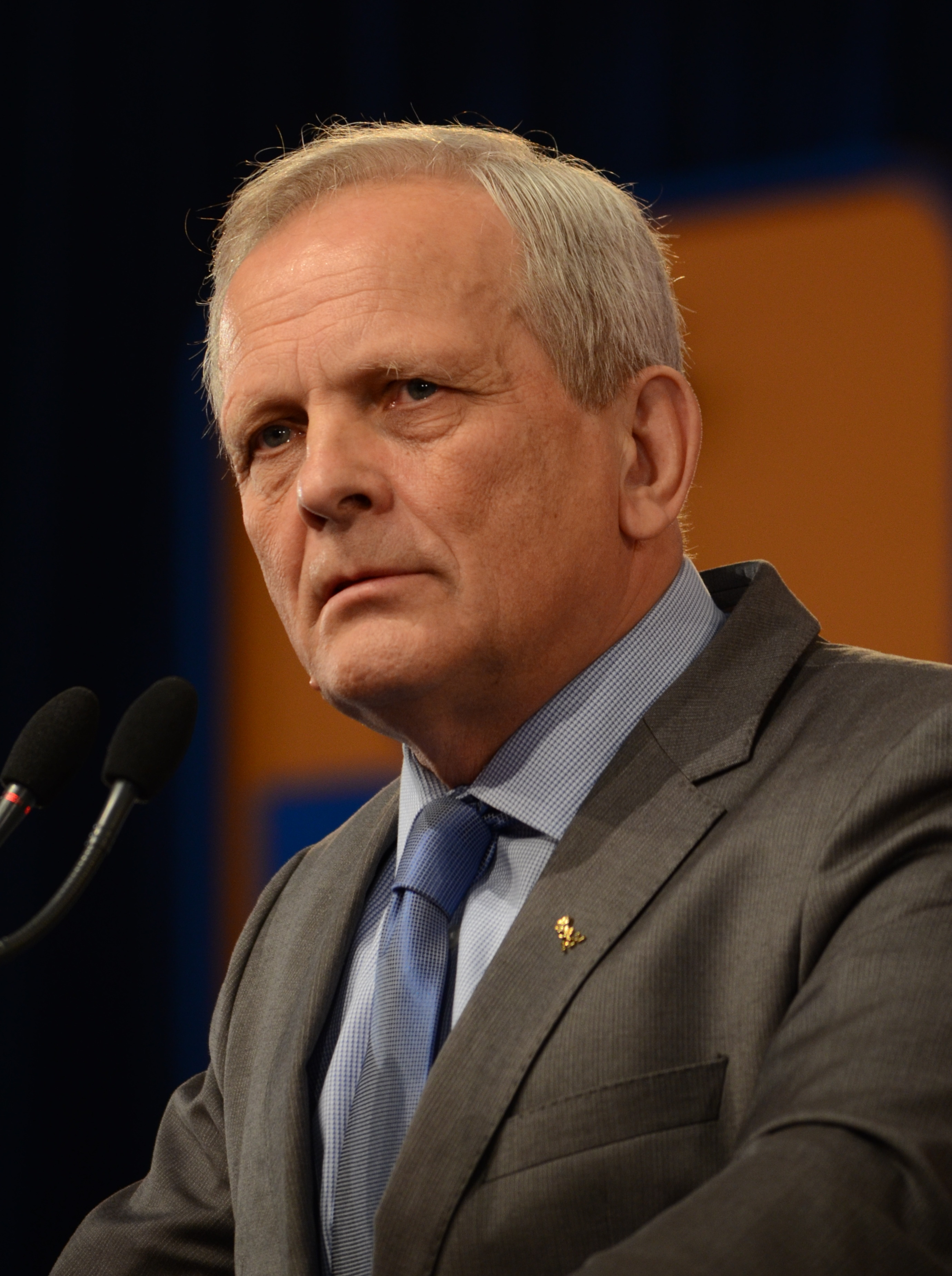
Theodor Stolojan, candidato del Partito Nazionale Liberale

La figura del primo ministro, l'indipendente Mugur Isărescu, economista ed ex direttore della Banca nazionale della Romania (BNR), godeva dell'apprezzamento, oltre che di Constantinescu, anche di una parte dell'elettorato della CDR, per essere stato il primo premier in grado di portare ad una timida risalita del PIL e ad avviare una certa riforma dell'economia.  
Oltre a studiare la designazione di un nome per la presidenza della repubblica, nell'agosto 2000 il PNȚCD ricostituì la coalizione, ridenominata Convenzione Democratica Romena 2000, coinvolgendo varie forze minori: Federazione Ecologista di Romania, Unione delle Forze di Destra, Alleanza Nazionale Cristiano Democratica e Partito dei Moldavi di Romania. Gli alleati del PNȚCD, tuttavia, furono quasi invisibili nel discorso elettorale della CDR, che rimaneva un prodotto del suo partito principale, che subiva le antipatie dell'elettorato a causa del fallimento delle sue politiche e dell'incompetenza della sua classe dirigente, punti deboli sottolineati, oltre che dall'opposizione di centro-sinistra, anche da parte degli alleati di governo PNL e PD.  

In mancanza di un nome credibile per la presidenza della repubblica tra le proprie file, la CDR finì per sostenere Mugur Isărescu, che l'11 ottobre aveva annunciato la propria candidatura da indipendente. Nell'autunno 2000, inoltre, nel centro-destra tenne banco un dibattito sulla convenienza di avere due candidati separati, Isărescu e Theodor Stolojan, che si rivolgevano allo stesso tipo di elettorato, con il rischio di favorire la dispersione del voto. Malgrado alcuni confortanti sondaggi pubblicati nel novembre 2000 in favore di Isărescu, Stolojan era considerato il nome più forte e adatto per la corsa alla presidenza, ma nessuno dei due rinunciò alla candidatura.  

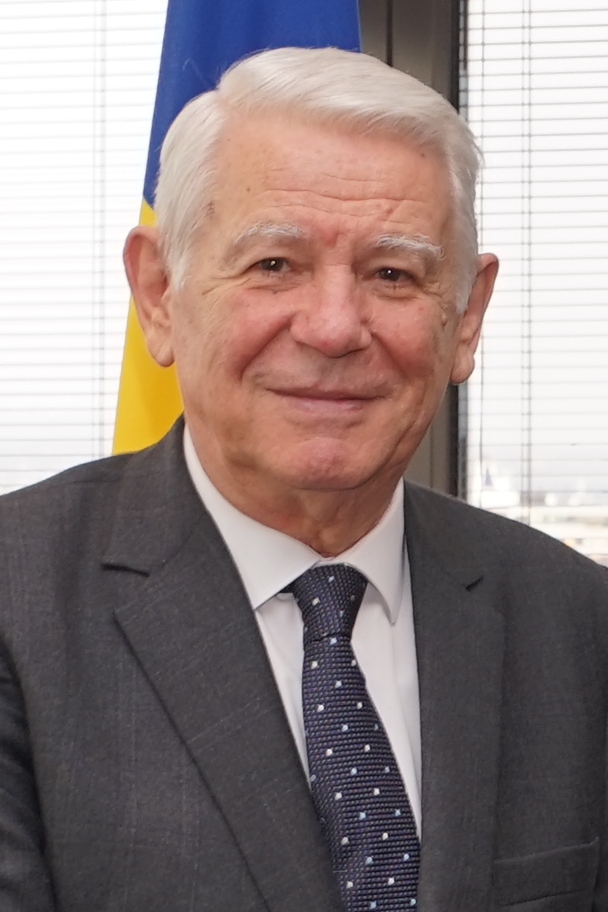
Teodor Meleșcanu, candidato di Alleanza per la Romania

Il 23 ottobre Isărescu si registrò presso l'Ufficio elettorale centrale, presentando 730.000 firme e lo slogan «Isărescu presidente, il passo avanti» («Isărescu președinte, pasul înainte»). Nel proprio programma adottò una posizione chiaramente liberale, sottolineando la necessità di continuare il percorso delle privatizzazioni e di realizzare la riforma delle istituzioni pubbliche e finanziarie. Si trattò, tuttavia, di un discorso tecnico, distante dal linguaggio della maggior parte della popolazione, mentre Corneliu Vadim Tudor accusava Isărescu di essere stato il colpevole dei recenti crac finanziari che avevano sconvolto il paese, come i fallimenti di FNI e Bancorex.  
Al fine di evitare riflessi negativi in termini elettorali, causati da un'eventuale associazione del suo nome a quello della CDR, Isărescu condusse una campagna elettorale completamente slegata da quella della coalizione, sebbene egli fosse il primo ministro in carica e governasse con il sostegno di quest'ultima. Tale situazione, tuttavia, non giovò alla CDR che, in assenza di un proprio esponente forte che la rappresentasse esplicitamente alle presidenziali, perse l'effetto traino da parte del proprio leader, nonché visibilità nei confronti dell'elettorato.
Alcuni analisti politici, come Cozmin Gușă e l'editorialista di Ziarul Financiar Cristian Hostiuc, ritenevano che la candidatura di Isărescu, che si sovrapponeva a quella di Stolojan, fosse frutto di trame politiche, legate alla nomina di Isărescu a capo della BNR, volte a sparpagliare il voto degli elettori di centro-destra e permettere a Ion Iliescu di affrontare Corneliu Vadim Tudor al ballottaggio da favorito assoluto.

#### Partito Nazionale Liberale
L'addio del PNL alla CDR nella primavera del 2000 fu uno dei motivi che portarono al disfacimento della coalizione. Il partito beneficiò dal distanziamento, nonostante avesse alcuni ministri nello stesso governo sostenuto da entrambe le forze, ottenendo alle elezioni amministrative risultati simili alla CDR, intorno al 7%. Era chiaro che il PNL avrebbe concorso individualmente anche alle parlamentari e alle presidenziali, accettando il rischio calcolato di andare all'opposizione di un eventuale governo PDSR.

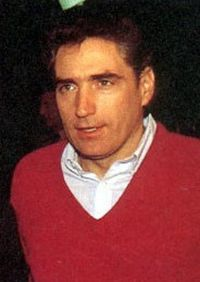
Petre Roman, candidato del Partito Democratico

Nella primavera del 2000 l'associazione Iniziativa Social Liberale aveva caldeggiato per il nome dell'ex primo ministro Theodor Stolojan come candidato comune alla presidenza per PNL e Alleanza per la Romania (ApR). Stolojan si iscrisse al partito nell'estate del 2000 e sostenne immediatamente la fusione con ApR che, però, non si concretizzò per resistenze interne ad entrambi i gruppi. I dialoghi portati avanti tra luglio e agosto tra le due formazioni fallirono, specialmente, perché ApR proponeva il proprio leader Teodor Meleșcanu come candidato alla presidenza, richiesta ritenuta eccessiva dal PNL che si mostrò titubante e, alla fine, preferì sostenere un nome interno. 
L'influenza in seno alla dirigenza del PNL del pensiero dell'Iniziativa Social Liberale, organizzazione formata principalmente da intellettuali di sinistra, fu segno dell'avanzamento di una corrente interna più aperta ad accogliere personalità meno sensibili al liberalismo intransigente. Il rischio di una svolta verso sinistra del PNL, però, fu una delle cause che fecero fallire le trattative con il PNȚCD in merito alla rinascita di un progetto politico comune, nonostante il PNL avesse vagliato l'idea di appoggiare Stolojan per la presidenza della repubblica e Isărescu per la riconferma a primo ministro. Il congresso straordinario del PNL del 18 agosto 2000 deliberò ufficialmente la candidatura alla presidenza della repubblica di Theodor Stolojan e assegnò a Valeriu Stoica il compito di coordinarne la campagna elettorale. Nel mese di ottobre l'annuncio della candidatura di Isărescu fece naufragare definitivamente le possibilità di convergere su un candidato comune, malgrado i rischi di parcellizzazione per il fronte politico di centro-destra.

Stolojan fu il primo candidato a registrarsi all'Ufficio elettorale centrale, il 18 ottobre, presentando le firme di circa 500.000 sostenitori. Il suo slogan elettorale era «Dritto all'obiettivo!» («Drept la țintă!»).

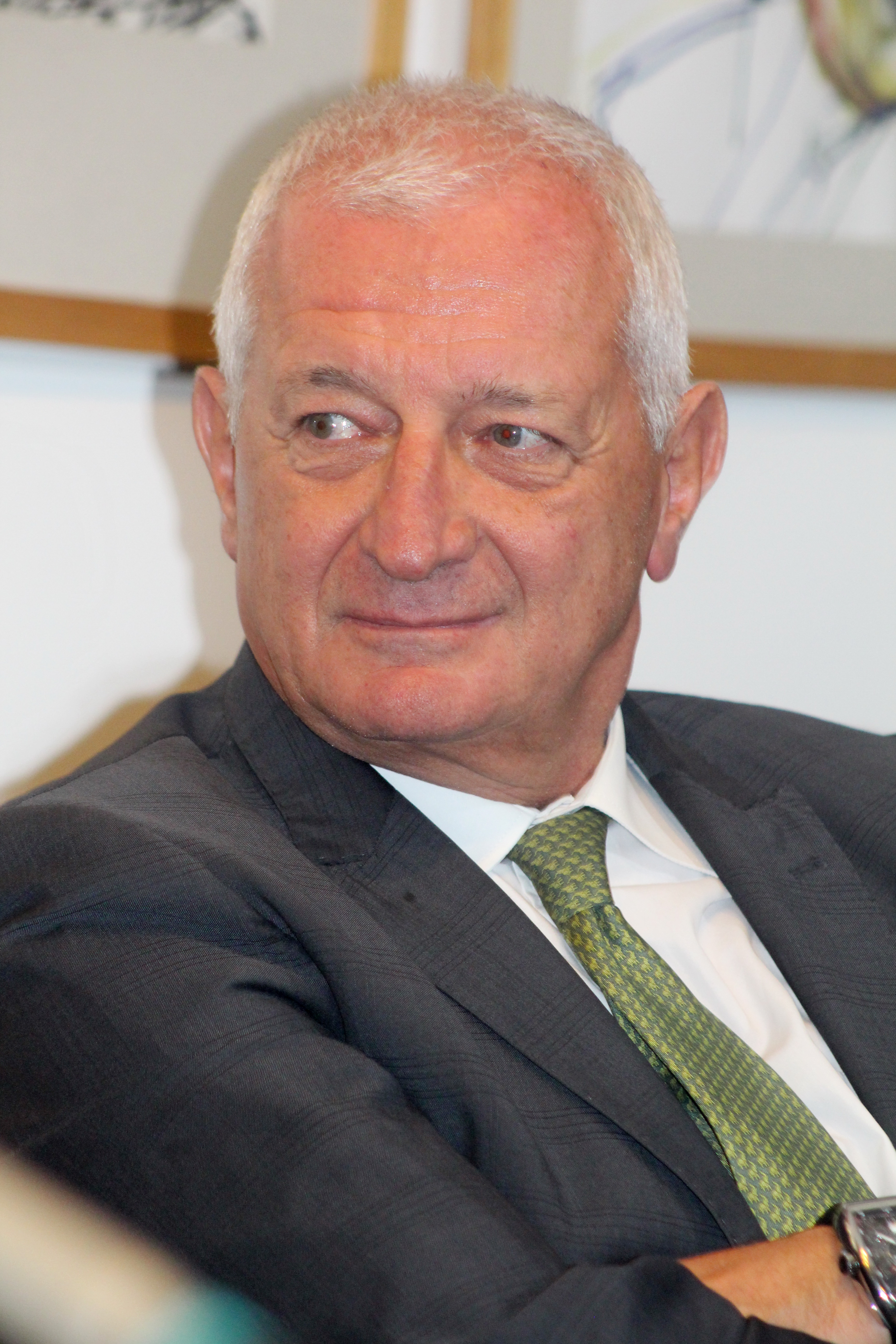
György Frunda, candidato dell'Unione Democratica Magiara di Romania

La percezione dell'opinione pubblica riguardo Stolojan era quella di un tecnico, retaggio del suo precedente ruolo di primo ministro che, tra il 1991 e il 1992, aveva guidato da indipendente un governo sostenuto dalla forza di centro-sinistra del Fronte di Salvezza Nazionale. Stolojan, in ogni caso, già in passato era stato propugnatore di idee affini al centro-sinistra. Nel 1996, infatti, aveva pubblicamente sostenuto Ion Iliescu alle elezioni presidenziali di quell'anno. Stolojan si presentava alle presidenziali del 2000 come una figura moderata, che si appellava al recupero dell'onestà intellettuale, della competenza e della fiducia politica. Il suo programma, simile a quello di Isărescu, prometteva di risolvere i problemi del bilancio statale (all'epoca un terzo era utilizzato per coprire il debito estero, mentre un'altra consistente parte era spesa per ripianare i debiti delle aziende di stato) e orientare la spesa pubblica verso l'istruzione e la sanità.

#### Partito Democratico
Un ulteriore gruppo duramente colpito dagli effetti negativi della partecipazione al governo fu il Partito Democratico (PD) di Petre Roman, che nei sondaggi dell'estate era dato a non più del 10% e mostrava una flessione negativa. Incapace di differenziarsi sul piano ideologico, malgrado fosse formalmente un gruppo di ispirazione socialdemocratica, il PD preparò un programma simile a quello degli altri partiti di centro-destra, mentre Roman confermò la propria candidatura alla presidenza nonostante le scarse chance di uscirne vincitore. Nel corso della campagna Roman si distinse per gli attacchi lanciati ad Iliescu, verso il quale covava un rancore risalente alla sua destituzione dall'incarico di primo ministro risalente al 1991.
Petre Roman si iscrisse all'Ufficio elettorale centrale il 24 ottobre, allegando 500.000 firme. Lo slogan scelto per la campagna fu «Roman per la Romania» («Roman pentru România»).

#### Alleanza per la Romania
La formazione condotta da Teodor Meleșcanu aveva ottenuto risultati confortanti alle elezioni locali del giugno 2000, circa il 7%. Alcuni scandali, tuttavia, come le dichiarazioni del controverso imprenditore Adrian Costea, arrestato in Francia e indagato per una serie di reati, che affermava di essere il principale artefice e finanziatore di ApR, fecero sì che il partito scadesse nei sondaggi sulle intenzioni di voto (da un picco del 14% al 6%).
Il gruppo si autodefiniva un'alternativa moderata ai partiti principali, presentandosi come forza di centro-destra, malgrado ApR fosse nata nel 1997 come scissione del PDSR e Meleșcanu avesse supportato Iliescu alle elezioni del 1996. Nell'estate il partito provò un avvicinamento al PNL, unione patrocinata anche da Theodor Stolojan, ma le negoziazioni per una fusione o per la designazione di un candidato comune non si concretizzarono ed entrambe le forze concorsero individualmente.
Meleșcanu presentò la propria candidatura all'Ufficio elettorale centrale il 23 ottobre 2000 (500.000 firme presentate e 408.000 ammesse) e il motto «Il tuo futuro è la mia preoccupazione» («Viitorul tău e grija mea»).

### Altri candidati
Le altre personalità politiche che si presentarono per la corsa elettorale furono:
- György Frunda, senatore dell'Unione Democratica Magiara di Romania, partito rappresentante della minoranza ungherese, registratosi presso l'Ufficio elettorale centrale il 24 ottobre 2000 con 320.000 firme[5]. Frunda fu indicato come candidato dopo essere stato convalidato da uno scrutinio interno organizzato il 9 settembre 2000 dal consiglio dei rappresentanti dell'UDMR, che lo preferirono a László Tőkés, esponente dell'ala radicale e presidente onorario del partito, con 59 voti a 34. La candidatura di Frunda fu supportata anche dal presidente dell'UDMR Béla Markó, che sperava nel mantenimento di una linea politica moderata[30][31].
- Ion Sasu, leader del Partito Socialista del Lavoro, che presentò la candidatura il 25 ottobre con 347.000 firme.
- Paul-Philippe Hohenzollern, figlio dell'ex monarca Carlo II, che reclamava il ruolo di capo legittimo della casa reale romena contro Michele I, candidatosi il 25 ottobre con il sostegno del Partito della Riconciliazione Nazionale, che riuscì a raccogliere 356.000 firme. In modo da consentire la candidatura, l'Ufficio elettorale centrale lo obbligò a presentare un documento da parte dell'ambasciata del Regno Unito che confermava la sua rinuncia alla cittadinanza britannica.
- Niculae Cerveni, presidente del Partito Liberale Democratico Romeno ed ex dirigente del PNL, che si iscrisse il 24 ottobre con 345.000 sottoscrizioni.
- Eduard Gheorghe Manole, imprenditore candidatosi da indipendente il 25 ottobre, presentando 306.000 firme.
- Graziela Elena Bârlă, avvocato, prima donna a candidarsi alla funzione di presidente nella storia della Romania democratica[32].
- Lucian Orășel, iscrittosi all'Ufficio elettorale centrale il 26 ottobre con 495.00 firme. La sua candidatura, tuttavia, fu respinta da una sentenza della Corte costituzionale del 7 novembre, poiché al momento della presentazione della domanda non possedeva la cittadinanza romena, ma quella statunitense[33].

## Primo turno e ballottaggio
György Frunda
     Mugur Isărescu
     Theodor Stolojan
     Corneliu Vadim Tudor
     Ion Iliescu
Al primo turno Iliescu ottenne il 36%, contro il 28% di Vadim Tudor, mentre Stolojan, terzo, seguiva con appena l'11%. L'exploit del PRM sorprese gli osservatori, specialmente perché il suo candidato aveva ottenuto risultati importanti in Transilvania, nelle zone urbane e fra i giovani, categorie che nel 1996 avevano votato per la CDR.
I rappresentanti del PDSR provarono a spiegare il voto ritenendolo frutto di decisioni individuali dettate da fattori emotivi o da ragioni di protesta contro il sistema. Il leader del PRM, di contro, lo interpretò come segnale della volontà popolare, stanca delle imposture della classe politica, e invitò Iliescu a farsi da parte.
L'ascesa del PRM, tuttavia, preoccupò larga parte della società civile, dei partiti e della stampa moderata, che ritenevano un eventuale successo di Vadim Tudor un disastro per il futuro del paese, a causa del pericolo di avere un presidente giustizialista, xenofobo ed estremista. Le istituzioni europee, in particolare, non avrebbero accettato derive autoritarie e avrebbero bloccato ogni negoziazione con la Romania per l'accesso del paese all'Unione europea. A tal riguardo le ambasciate straniere a Bucarest rimasero chiuse nei giorni precedenti il voto del secondo turno. Persino la chiesa ortodossa invitò ad isolare gli estremismi, malgrado la propaganda politica di Vadim Tudor la ponesse al centro dei propri valori nazionali.
Il contesto fece sì che la stampa e i partiti moderati si coalizzassero, a prescindere dall'orientamento politico, mostrando la loro totale contrarietà alle strategie del presidente del PRM. La quasi totalità dei giornali si schierò al fianco di Iliescu per fermare l'avanzata di Vadim Tudor. Nei giorni precedenti il voto la stampa pubblicò diverse notizie volte a screditarlo, ad esempio, smontando la sua immagine di fervente cristiano ortodosso e rivelando dettagli sui suoi legami con la Securitate.
Il 28 novembre l'ufficio esecutivo del PDSR invitò gli attori sociali che si opponevano al PRM a siglare un memorandum per la difesa della democrazia. Il 29 novembre PNL e PD, pur ideologicamente e storicamente avversari di Iliescu, annunciarono il loro sostegno al rappresentante del PDSR al ballottaggio. Il 7 dicembre Alleanza Civica organizzò a Bucarest una marcia pubblica contro l'ascesa degli estremismi.
Cavalcando la generale ondata d'indignazione, Iliescu rifiutò ogni dibattito con il suo avversario ed escluse a priori un'eventuale alleanza parlamentare con il PRM per la formazione del nuovo governo. Il leader del PDSR ribadì di essere l'unico simbolo di garanzia per la stabilità e la preservazione della democrazia, mentre Vadim Tudor rimproverava Iliescu di essere una marionetta al servizio della Russia e un traditore della patria. Il candidato del PRM affermò che l'isolamento del suo partito, voluto da stampa e avversari politici, era parte di un complotto ordito dal nuovo ordine mondiale e dalle potenze straniere contro la sua persona.
A pochi giorni dal ballottaggio, mentre il mondo politico si mobilitò contro l'esponente del PRM, il dubbio dei partiti moderati era su chi sarebbe andato il voto degli elettori della CDR, tradizionalmente critici nei confronti di Iliescu e del suo orientamento politico, nonostante le rassicurazioni di questi, che aveva affermato che avrebbe rafforzato il dialogo con l'Europa e completato il percorso di transizione all'economia di mercato. Il messaggio di Vadim Tudor, in ogni caso, continuò a fare proseliti. Il 10 dicembre, infatti, un sostenitore di Vadim Tudor lanciò una boccetta d'inchiostro sul volto di Emil Constantinescu, che si era recato a votare.
Al ballottaggio Iliescu conseguì quasi il 67%, conquistando un nuovo mandato presidenziale e placando i timori della società civile. Il rappresentante del PDSR vinse in tutti i distretti tranne che in quello di Bistrița-Năsăud, ottenendo quasi il 90% in quelli a maggioranza ungherese di Covasna e Harghita. Il voto massiccio degli studenti a Vadim Tudor, tuttavia, non poteva essere ignorato dalle elite politiche. Secondo il politologo Alina Mungiu Pippidi il fatto che un terzo degli elettori avesse optato per un candidato ultranazionalista era sintomo di quanto la società romena fosse allo stremo.

## Risultati
| Ion Iliescu                | Polo della Democrazia Sociale di Romania (PDSR - PUR - PSDR)         | 4 076 273  | 36,35 | 6 696 623  | 66,83 |  |  |  |
| Corneliu Vadim Tudor       | Partito Grande Romania                                               | 3 178 293  | 28,34 | 3 324 247  | 33,17 |  |  |  |
| Theodor Dumitru Stolojan   | Partito Nazionale Liberale                                           | 1 321 420  | 11,78 |            |       |  |  |  |
| Mugur Isărescu             | Convenzione Democratica Romena 2000 (PNT-CD - UFD - ANCD - PM - FER) | 1 069 462  | 9,54  |            |       |  |  |  |
| György Frunda              | Unione Democratica Magiara di Romania                                | 696 989    | 6,22  |            |       |  |  |  |
| Petre Roman                | Partito Democratico                                                  | 334 852    | 2,99  |            |       |  |  |  |
| Teodor Meleșcanu           | Alleanza per la Romania                                              | 214 642    | 1,91  |            |       |  |  |  |
| Eduard Manole              | Indipendente                                                         | 133 991    | 1,19  |            |       |  |  |  |
| Graziela Elena Bârlă       | Indipendente                                                         | 61 455     | 0,55  |            |       |  |  |  |
| Paul-Philippe Hohenzollern | Partito della Riconciliazione Nazionale                              | 55 238     | 0,49  |            |       |  |  |  |
| Ion Sasu                   | Partito Socialista del Lavoro                                        | 38 375     | 0,34  |            |       |  |  |  |
| Nicolae Cerveni            | Partito Liberale Democratico Romeno                                  | 31 983     | 0,29  |            |       |  |  |  |
| Totale                     | Totale                                                               | 11 212 974 | 100   | 10 020 870 | 100   |  |  |  |
|                            |                                                                      |            |       |            |       |  |  |  |
| Voti non validi            | Voti non validi                                                      | 346 484    | 3,00  | 163 845    | 1,61  |  |  |  |
| Votanti                    | Votanti                                                              | 11 559 458 | 65,31 | 10 184 715 | 57,50 |  |  |  |
| Elettori                   | Elettori                                                             | 17 699 727 |       | 17 711 757 |       |  |  |  |

### Risultati per distretto
| Distretto                             | Affluenza | I turno (%) | I turno (%) | I turno (%) | I turno (%) | I turno (%) | I turno (%) | I turno (%) | I turno (%) |
| Distretto                             | Affluenza | Iliescu     | Tudor       | Stolojan    | Isărescu    | Frunda      | Roman       | Meleșcanu   | Altri       |
| ------------------------------------- | --------- | ----------- | ----------- | ----------- | ----------- | ----------- | ----------- | ----------- | ----------- |
| Alba                                  | 67,19%    | 23,61       | 38,04       | 14,16       | 8,73        | 4,70        | 3,46        | 3,63        | 3,67        |
| Arad                                  | 63,26%    | 23,03       | 33,56       | 14,95       | 8,06        | 8,54        | 3,61        | 4,63        | 3,62        |
| Argeș                                 | 62,34%    | 43,69       | 32,89       | 8,23        | 8,58        | 0,19        | 2,31        | 1,69        | 2,42        |
| Bacău                                 | 65,22%    | 48,62       | 26,79       | 10,47       | 5,97        | 0,61        | 2,85        | 1,73        | 2,96        |
| Bihor                                 | 64,54%    | 21,47       | 29,68       | 10,90       | 9,05        | 20,93       | 2,74        | 2,30        | 2,93        |
| Bistrița-Năsăud                       | 61,76%    | 20,09       | 41,98       | 10,60       | 8,88        | 5,50        | 6,24        | 2,60        | 4,11        |
| Botoșani                              | 65,39%    | 52,78       | 28,02       | 6,55        | 5,93        | 0,14        | 2,28        | 2,10        | 2,20        |
| Brăila                                | 70,84%    | 48,08       | 27,72       | 9,21        | 7,59        | 0,23        | 2,53        | 1,92        | 2,72        |
| Brașov                                | 67,84%    | 23,73       | 28,71       | 18,44       | 12,25       | 7,38        | 3,02        | 2,66        | 3,81        |
| Bucarest                              | 63,55%    | 32,01       | 23,82       | 15,78       | 20,68       | 0,37        | 3,74        | 0,92        | 2,68        |
| Buzău                                 | 65,54%    | 53,33       | 24,99       | 6,88        | 6,41        | 0,23        | 3,09        | 2,09        | 2,98        |
| Caraș-Severin                         | 66,22%    | 31,92       | 34,53       | 11,98       | 8,40        | 1,02        | 5,47        | 2,28        | 4,40        |
| Călărași                              | 63,70%    | 53,87       | 26,11       | 6,95        | 5,92        | 0,25        | 2,86        | 1,75        | 2,29        |
| Cluj                                  | 68,55%    | 18,37       | 30,68       | 15,99       | 12,42       | 15,35       | 2,35        | 1,51        | 3,33        |
| Costanza                              | 69,16%    | 34,77       | 32,51       | 16,28       | 8,72        | 0,21        | 2,48        | 1,60        | 3,43        |
| Covasna                               | 72,95%    | 10,18       | 7,23        | 5,49        | 3,09        | 71,23       | 0,97        | 0,70        | 1,11        |
| Dâmbovița                             | 64,96%    | 47,05       | 28,67       | 11,29       | 5,44        | 0,23        | 3,34        | 1,67        | 2,31        |
| Dolj                                  | 64,04%    | 43,67       | 28,51       | 10,30       | 9,29        | 0,19        | 3,68        | 1,84        | 2,52        |
| Galați                                | 64,55%    | 42,24       | 27,59       | 13,45       | 8,39        | 0,20        | 2,48        | 2,70        | 2,95        |
| Giurgiu                               | 58,72%    | 51,42       | 26,77       | 6,80        | 5,81        | 0,27        | 3,91        | 2,45        | 2,57        |
| Gorj                                  | 62,24%    | 44,75       | 39,64       | 5,31        | 5,24        | 0,18        | 1,60        | 1,35        | 1,93        |
| Harghita                              | 69,96%    | 5,31        | 5,57        | 3,40        | 2,79        | 80,48       | 0,53        | 0,50        | 1,42        |
| Hunedoara                             | 69,17%    | 34,47       | 35,80       | 12,92       | 6,23        | 2,91        | 2,16        | 2,42        | 3,09        |
| Ialomița                              | 65,65%    | 52,62       | 26,59       | 7,92        | 5,36        | 0,27        | 3,02        | 1,48        | 2,74        |
| Iași                                  | 66,69%    | 46,48       | 23,20       | 12,57       | 11,37       | 0,18        | 2,18        | 1,62        | 2,40        |
| Ilfov                                 | 62,13%    | 40,59       | 28,90       | 10,55       | 9,46        | 0,32        | 4,54        | 2,90        | 2,74        |
| Maramureș                             | 59,32%    | 28,97       | 32,97       | 13,96       | 8,52        | 7,58        | 3,14        | 2,01        | 2,85        |
| Mehedinți                             | 64,63%    | 43,04       | 35,87       | 7,81        | 6,67        | 0,26        | 2,82        | 1,14        | 2,39        |
| Mureș                                 | 70,55%    | 16,75       | 27,57       | 10,13       | 4,65        | 35,75       | 1,64        | 1,40        | 2,11        |
| Neamț                                 | 65,45%    | 45,54       | 28,35       | 10,17       | 7,02        | 0,26        | 3,55        | 2,21        | 2,90        |
| Olt                                   | 65,28%    | 49,78       | 31,54       | 5,28        | 6,70        | 0,13        | 2,64        | 1,80        | 2,13        |
| Prahova                               | 66,36%    | 40,36       | 28,21       | 13,16       | 9,02        | 0,25        | 3,29        | 2,42        | 3,29        |
| Satu Mare                             | 53,92%    | 19,43       | 15,17       | 12,98       | 8,58        | 34,04       | 4,17        | 2,65        | 2,98        |
| Sălaj                                 | 67,72%    | 21,97       | 30,44       | 10,27       | 8,97        | 22,13       | 1,86        | 1,61        | 2,75        |
| Sibiu                                 | 66,84%    | 17,54       | 34,74       | 20,57       | 12,58       | 2,79        | 4,16        | 3,29        | 4,33        |
| Suceava                               | 64,99%    | 41,17       | 33,07       | 10,50       | 8,13        | 0,20        | 2,30        | 1,66        | 2,97        |
| Teleorman                             | 66,03%    | 53,37       | 24,74       | 8,58        | 5,23        | 0,25        | 4,24        | 1,49        | 2,10        |
| Timiș                                 | 65,08%    | 24,47       | 25,44       | 18,57       | 16,26       | 4,94        | 3,20        | 2,38        | 4,74        |
| Tulcea                                | 64,03%    | 37,54       | 37,70       | 10,06       | 6,42        | 0,26        | 2,33        | 2,20        | 3,49        |
| Vaslui                                | 61,77%    | 55,19       | 23,07       | 7,80        | 6,66        | 0,24        | 2,68        | 1,35        | 3,01        |
| Vâlcea                                | 65,11%    | 44,63       | 31,60       | 6,94        | 10,92       | 0,30        | 2,20        | 1,02        | 2,39        |
| Vrancea                               | 60,27%    | 54,01       | 21,79       | 9,98        | 6,58        | 0,22        | 3,19        | 1,55        | 2,68        |
| Estero                                | -         | 12,19       | 10,64       | 21,49       | 38,81       | 9,42        | 3,92        | 1,73        | 1,80        |
| Fonte: Autorità Elettorale Permanente |           |             |             |             |             |             |             |             |             |

| Distretto                             | Affluenza | II turno (%) | II turno (%) |
| Distretto                             | Affluenza | Iliescu      | Tudor        |
| ------------------------------------- | --------- | ------------ | ------------ |
| Alba                                  | 55,29%    | 52,63        | 47,37        |
| Arad                                  | 52,48%    | 58,60        | 41,40        |
| Argeș                                 | 57,33%    | 65,51        | 34,48        |
| Bacău                                 | 62,18%    | 68,96        | 31,04        |
| Bihor                                 | 55,45%    | 62,83        | 37,17        |
| Bistrița-Năsăud                       | 51,78%    | 45,43        | 54,56        |
| Botoșani                              | 64,38%    | 69,69        | 30,30        |
| Brăila                                | 63,05%    | 71,19        | 28,81        |
| Brașov                                | 56,81%    | 65,44        | 34,56        |
| Bucarest                              | 52,89%    | 73,90        | 26,10        |
| Buzău                                 | 60,76%    | 72,69        | 27,31        |
| Caraș-Severin                         | 57,29%    | 53,75        | 46,25        |
| Călărași                              | 58,44%    | 71,37        | 28,63        |
| Cluj                                  | 54,80%    | 62,53        | 37,47        |
| Costanza                              | 60,50%    | 62,49        | 37,51        |
| Covasna                               | 54,89%    | 88,55        | 11,45        |
| Dâmbovița                             | 58,82%    | 67,49        | 32,51        |
| Dolj                                  | 58,31%    | 67,61        | 32,39        |
| Galați                                | 60,64%    | 69,53        | 30,47        |
| Giurgiu                               | 53,00%    | 69,65        | 30,35        |
| Gorj                                  | 56,58%    | 56,69        | 43,31        |
| Harghita                              | 57,21%    | 90,83        | 9,17         |
| Hunedoara                             | 59,52%    | 60,19        | 39,81        |
| Ialomița                              | 58,42%    | 70,45        | 29,55        |
| Iași                                  | 63,11%    | 73,89        | 26,11        |
| Ilfov                                 | 53,35%    | 68,48        | 31,52        |
| Maramureș                             | 51,77%    | 58,84        | 41,16        |
| Mehedinți                             | 59,11%    | 61,07        | 38,93        |
| Mureș                                 | 57,09%    | 66,12        | 33,88        |
| Neamț                                 | 61,17%    | 69,50        | 30,50        |
| Olt                                   | 61,56%    | 64,92        | 35,08        |
| Prahova                               | 57,76%    | 69,13        | 30,87        |
| Satu Mare                             | 43,95%    | 73,52        | 26,48        |
| Sălaj                                 | 54,94%    | 59,27        | 40,73        |
| Sibiu                                 | 53,70%    | 54,81        | 45,19        |
| Suceava                               | 61,50%    | 62,29        | 37,71        |
| Teleorman                             | 60,17%    | 71,40        | 28,60        |
| Timiș                                 | 52,40%    | 61,52        | 38,48        |
| Tulcea                                | 58,63%    | 57,73        | 42,27        |
| Vaslui                                | 61,47%    | 73,65        | 26,35        |
| Vâlcea                                | 58,02%    | 63,52        | 36,48        |
| Vrancea                               | 61,39%    | 74,62        | 25,38        |
| Estero                                | -         | 70,01        | 29,99        |
| Fonte: Autorità Elettorale Permanente |           |              |              |

## Conseguenze
La vittoria di Iliescu e la sua contrarietà a formare un'alleanza di governo con il PRM favorirono lo sviluppo del dialogo tra le forze moderate di centro-sinistra e centro-destra per l'appoggio ad un nuovo esecutivo. Alle elezioni parlamentari del 26 novembre, infatti, il PDSR ottenne il 36%, insufficiente per garantirsi una maggioranza autonoma. Adrian Năstase fu designato per il ruolo di primo ministro ma, per ottenere l'investitura e garantire la sopravvivenza del governo, fu costretto a richiedere l'appoggio parlamentare di PNL e UDMR. Sulla base di interessi comuni, quali lo sviluppo economico della Romania e l'integrazione alle strutture europee ed internazionali, il 27 dicembre fu firmato un protocollo d'intesa tra  il PDSR e gli altri due partiti. In tal modo, si realizzò un'alternanza di governo per la seconda volta nella storia della Romania democratica.
Le camere si costituirono fra la seconda e la terza settimana di dicembre. Il 15 Valer Dorneanu fu indicato come presidente della camera dei deputati e il 18 Nicolae Văcăroiu come capo del senato. Iliescu prestò giuramento il 21 dicembre, mentre il governo Năstase assunse l'incarico il 28 dicembre. Presidente della repubblica e primo ministro misero in piedi un programma volto a conseguire la ripresa economica e favorire l'avvicinamento agli stati occidentali. Pur tra numerose difficoltà, quindi, fu avvertita come una necessità quella di allontanare il PDSR dall'immagine negativa di partito filocomunista riluttante ai cambiamenti socioeconomici. Nel giugno 2001 il partito si fuse con il PSDR e diede vita al Partito Social Democratico.
Corneliu Vadim Tudor contestò senza successo i risultati delle elezioni presidenziali alla Corte di giustizia dell'Unione europea, mentre il PRM andò all'opposizione, pur avendo ottenuto il miglior risultato della sua storia (20% alle parlamentari).
Alle legislative si registrò anche il profondo insuccesso della CDR, che rimase sotto la soglia di sbarramento per le coalizioni, ottenendo il 5% a fronte del 10% necessario per entrare in parlamento. Lo sfaldamento del centro-destra fu causa delle politiche fallimentari dei precedenti quattro anni di governo, mentre il PNȚCD divenne un partito marginale per la vita politica e il PNL riuscì a sopravvivere (conseguì il 7%) solamente dopo aver preso le distanze dalla CDR.